# Numeroteurinkt
Numeroteurinkt is een oliehoudende inkt, die speciaal ontwikkeld is voor de numeroteur-stempels, ook wel nummeratorstempels genoemd.
Deze stempels werden in de 19e en 20e eeuw - de eerste generatie van de geschiedenis van het kantoor - veel gebruikt voor het nummeren van boekbladzijden. Aan het dopje bevond zich een kwastje - net als bij nagellak - waarmee het kussentje in de numeroteurstempel kon worden beïnkt. Het bijzondere van de samenstelling van deze inkt is, dat het de metalen onderdelen niet zal aantasten. Het komt daarom veel overeen met kasregisterinkt.